# 1940 في بلغاريا
فيما يلي قوائم الأحداث التي وقعت خلال عام 1940 في بلغاريا.

## رياضة
- 1 يناير – كأس بلغاريا 1940 الفائز FK 13 Sofia [الإنجليزية]‏.

## مواليد

### أبريل
- 3 أبريل – ستيفان بوبوف

### يوليو
- 2 يوليو – جورجي ايفانوف

### أغسطس
- 8 أغسطس – بيتار فيليتشكوف لاعب كرة قدم بلغاري.

### نوفمبر
- 2 نوفمبر – بانتيلي ديميتروف لاعب كرة قدم بلغاري.

## وفيات

### سبتمبر
- 10 سبتمبر – نيكولا ايفانوف (مواليد 1861) ضابط بلغاري.